# Zenon Bortkevič
Zenon Janovič Bortkevič (in russo Зенон Янович Борткевич?; 29 maggio 1937 – Mosca, 19 agosto 2010) è stato un pallanuotista sovietico, vincitore di una medaglia di bronzo alle olimpiadi di Tokyo 1964.